# 正榧螺
正榧螺（学名：Oliva oliva），是新腹足目榧螺科榧螺属的一种。主要分布于马来西亚、印度尼西亚、台湾，常栖息在浅海。